# George of the Jungle 2
George of the Jungle 2 (no Brasil, George, o Rei da Floresta 2; em Portugal, George  - O Rei da Selva 2) é um filme estadunidense de 2003 produzido pela Walt Disney Pictures, dirigido por David Grossman e lançado diretamente em vídeo.
O filme é a continuação de George of the Jungle, de 1997.

## Elenco
| Ator/Atriz               | Personagem        | Dublagem            |
| ------------------------ | ----------------- | ------------------- |
| Christopher Showerman    | George            | Philippe Maia       |
| Julie Benz               | Ursula Stanhope   | Marisa Leal         |
| Angus T. Jones           | George Jr.        | Alexandre Drummond  |
| Thomas Haden Church      | Lyle Van de Groot | Dário de Castro     |
| Christina Pickles        | Beatrice Stanhope | Geisa Vidal         |
| Kelly Miller             | Betsy             | Andrea Murucci      |
| Marjean Holden           | Sally             | Mariana Torres      |
| Erika Heynatz            | Kowalski          | Izabel Lira         |
| Lydell M. Cheshier       | Bateke            | Jorge Vasconcellos  |
| Lamont Thompson          | N'Dugu            | Eduardo Dascar      |
| Abdoulaye N'Gom          | Kip               | Duda Espinoza       |
| Dean Vegas               | Imitador de Elvis | Marco Antônio Costa |
| John Cleese              | Macaco (voz)      | Pádua Moreira       |
| John Kassir              | Armando (voz)     | Ronaldo Júlio       |
| Michael Clarke Duncan    | Leão (voz)        | Marcelo Mattos      |
| Tress MacNeille          | Tigresa (voz)     | Carmen Sheila       |
| Dee Bradley Baker        | Búfalo (voz)      | Leonel Abrantes     |
| Kevin Michael Richardson | Chimp (voz)       | Pedro Eugênio       |
| Keith Scott              | Narrador          | Maurício Berger     |